# Gramatički član
Član je vrsta riječi ili morfološki element koji u nekim jezicima označava određenost imenice.
Mnogi jezici nemaju članove (npr. srpski, hrvatski, latinski, japanski). Neki jezici imaju članove, ali ih rijetko koriste (npr. svahili).

## Član u drugim jezicima
Jezici koji imaju članove mogu ih koristiti na sljedeće načine:
- Određeni član označava određeni predmet ili osobu (npr. engleski , francuski , mađarski , nemački ).
- Neodređeni član označava da se radi o bilo kojem predmetu neke vrste (npr. engleski , francuski , mađarski , nemački ).
- Partitivni član označava količinu (npr. francuski du).

Neki jezici koriste samo određeni član (velški). U pojedinim jezicima određeni član ne može doći ispred ličnog imena (engleski, njemački), a u nekima može (portugalski).
U nekim jezicima član je nastavak koji se dodaje na riječ:
- u bugarskom:  -
- u švedskom:  -
- u makedonskom:  - , ,
- u rumunskom: lemn 'drvo' -

## Literatura
- Kroeger, Paul (2005). Analyzing Grammar: An Introduction. Cambridge: Cambridge University Press. стр. 35. ISBN 978-0-521-01653-7..
- Robins, R. H. (1989). General Linguistics. 4th ed. London: Longman.